# Päpstlicher Adel
Zum päpstlichen Adel gehören Adelsfamilien, die entweder ihre Lehen im früheren Kirchenstaat hatten oder die ihre Adelstitel in Form von Adelsbriefen vom Papst erhielten. Dies betrifft überwiegend, jedoch nicht ausschließlich, Familien des italienischen Adels.

## Entwicklung
Wie überall in Europa muss auch beim päpstlichen Adel zwischen mittelalterlichem Uradel und neuzeitlichem Briefadel unterschieden werden.

### Feudaladel im Kirchenstaat
Die Kaiserkrönung Karls des Großen durch Papst Leo III. am Weihnachtstag 800 begründete die besondere Schutzbeziehung zwischen dem Reich der Karolinger und dem sich allmählich bildenden Kirchenstaat. Durch Schenkungen gehörten dazu das Exarchat Ravenna, bis 787 kamen Sabina, Südtuszien und einige kleinere Territorien dazu. 962 wurde die „Pippinsche Schenkung“ durch Kaiser Otto I. im Privilegium Ottonianum bestätigt. 1201 kam das Herzogtum Spoleto hinzu, 1213 erkannte Kaiser Friedrich II. in der Goldbulle von Eger den Kirchenstaat offiziell an. Im 15. Jahrhundert kamen weitere Gebiete um Parma, Modena, Bologna, Ferrara, Romagna und Perugia hinzu. Ferner besaßen die Päpste Exklaven in Südfrankreich (Avignon und das Comtat Venaissin). In diesen Gebieten existierten adlige Grundherrschaften wie überall in Europa (siehe Feudalismus, Lehnswesen). Durch den Erwerb dieser Territorien wurde der Papst zum Lehnsherren dieser adligen Grundherren (Vasallen), die oft in Konkurrenz zu den Kommunen und den sie beherrschenden Patriziern standen.
In der Stadt Rom selbst rivalisierten während des saeculum obscurum um die erste Jahrtausendwende verschiedene stadtrömische Adelsfamilien samt ihren Anhängern um Macht, Reichtum und vor allem um den Stuhl Petri, insbesondere die Crescentier gegen die Tuskulaner. Letztere setzten sich im Adelsgeschlecht der Colonna fort, das seit dem 12. Jahrhundert mit den Orsini konkurrierte. Äußerlich gruppierten sich die rivalisierenden Parteien im Hochmittelalter, wie auch in Norditalien, in Ghibellinen und Guelfen, doch ging es vor allem um einen Machtkampf untereinander sowie gegen die Päpste der Gegenpartei. Für mehrere Jahrhunderte  wurden fast nur noch Angehörige des stadtrömischen Adels zu Päpsten gewählt (siehe: Liste der Päpste). In ihren Fehden verschanzten sich die Clans in zahlreichen, auf antiken Monumenten aufgetürmten Burgen, die Päpste selbst in der Engelsburg (dem Mausoleum Hadrians), die Adligen im Kolosseum, im Circus Maximus, im Septizodium, im Marcellustheater, im Chartularium (Staatsarchiv der römischen Kaiser), im Augustusmausoleum, im Grabmal der Caecilia Metella usw. Das jahrhundertelange Ringen dieser Clans um die Macht im Kirchenstaat förderte den Nepotismus am Heiligen Stuhl. Verschiedene Päpste erhoben zuerst ihre Familien in den Herzogsrang, bei gleichzeitiger Belehnung mit den entsprechenden Territorien. Einigen päpstlichen Nepoten gelang der Aufstieg in den regierenden Hochadel, so den Della Rovere, die nicht nur zahlreiche Kardinäle stellten, sondern durch Einheirat in die Familie Montefeltro zur Erbfolge im Herzogtum Urbino gelangten, das nicht zum Kirchenstaat gehörte. Ähnlich erhielten die Farnese das von ihrem päpstlichen Großvater neu geschaffene Herzogtum Parma, während die Borgia nach raschem Aufstieg bald scheiterten.

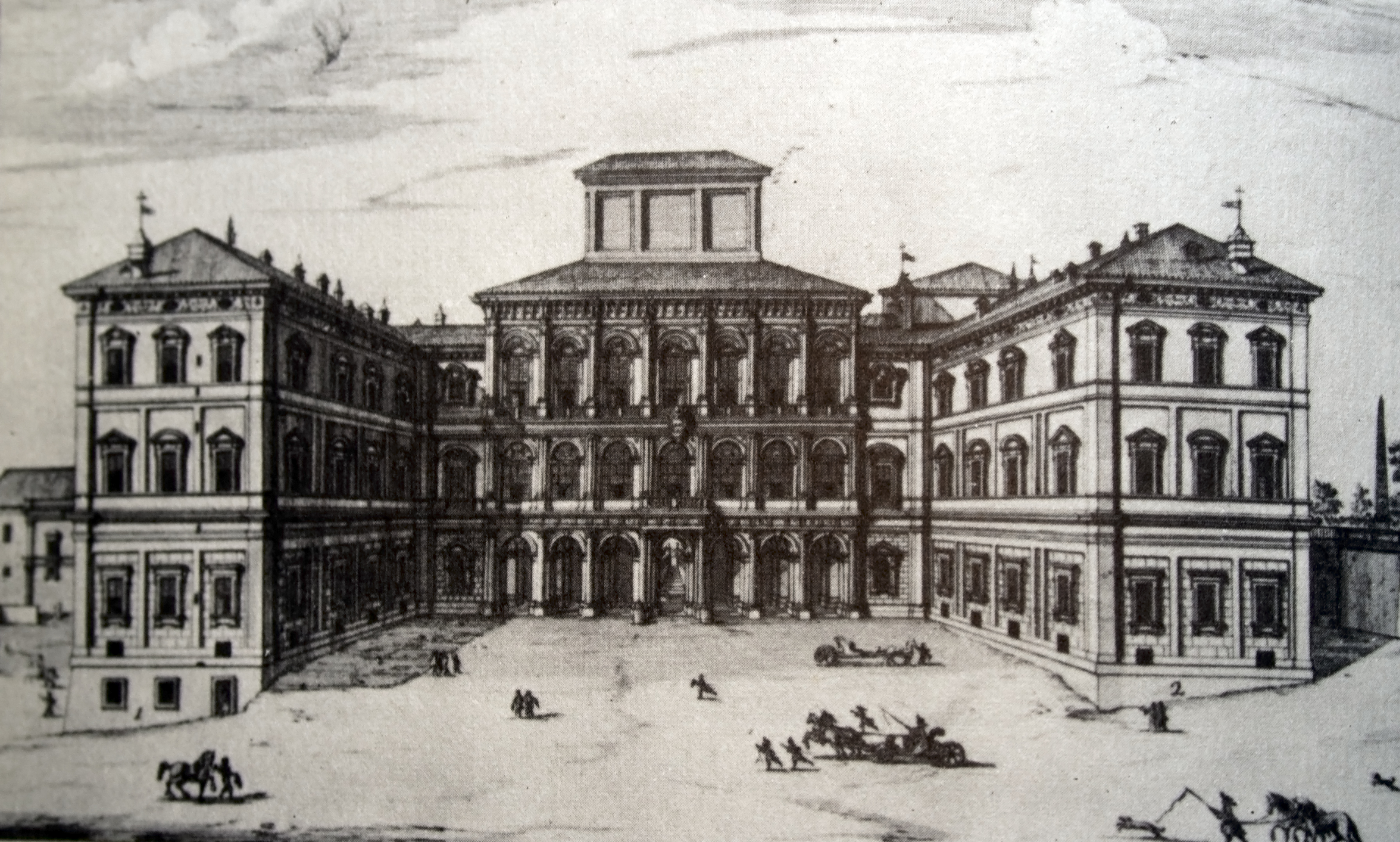
Palazzo Barberini (Rom), erbaut 1627–1638

Julius II. regelte die Rechte der Feudalherren in seiner Bulle Pax romana von 1511. Pius V. verfügte in der Bulle Admonet nos 1567 Regeln zur Übertragung von Lehen durch Erbgang sowie zum Heimfall erledigter Lehen. Titel wie Fürst (Princeps Romanus), Herzog (Duca), Markgraf (Marchese), Graf (Conte), Baron (Barone) und „Herr von“ (Nobile) folgten insoweit den Lehen und gingen mit diesen auf andere Familien über, wenn Erbe oder Neuverleihung zu Besitzwechseln führten. Bei Verkäufen mussten sich die Erwerber den Titel vom Heiligen Stuhl bestätigen lassen. Diese kostenpflichtigen Bestätigungen sowie etwaige Rangerhöhungen waren für die Päpste ein einträgliches Geschäft. Ähnlich wie im Königreich Sizilien führte dies schließlich zu einer hohen Anzahl von Fürstenlehen. Die zwei höchsten Titel (des Herzogs und des Fürsten) waren nur nach dem Recht der Erstgeburt zusammen mit dem Majorat vererbbar, die jüngeren Söhne der fürstlichen Familien nahmen meist mindere Titel von anderen Gütern der Familie an.
Pius VII. schaffte 1816 durch ein Apostolisches Schreiben (Motu proprio) das Feudalsystem im Kirchenstaat ab, beließ jedoch die bis dahin an die Lehen gebundenen Titel ihren Inhabern als erbliche Adelstitel.
Zu den fürstlichen und herzoglichen Häusern des römisch-päpstlichen Hochadels, aus dem nicht selten die Päpste selbst hervorgingen, zählen bis heute eine Reihe von berühmten Familien. Zu den ältesten römischen Adelsgeschlechtern, die schon im Mittelalter eine Rolle spielten, gehören die Caetani (Duca di Laurenzana e Principe di Piedimonte; die Linie der Principi di Teano, Duchi di Sermoneta ist 1961 erloschen), Caffarelli (Duca di Assergi), Colonna (Principe e Duca di Paliano, Principe di Stigliano), Orsini (Principe Romano, Duca di Bracciano) und Massimo (Principe di Arsoli). Aus dem Kirchenstaat stammen die Del Drago aus Viterbo (Principe di Mazzano e Antuni) und die Boncompagni-Ludovisi aus Bologna (Principe di Piombino, Duca di Sora). Zum alten lombardischen Adel gehören die Rospigliosi (Principe di Castiglione, Duca di Zagarolo) und ihre Nebenlinie Pallavicini Rospigliosi (Duca di Castro), zum alten toskanischen die Lante della Rovere (Duca di Bomarzo, Duca Lante della Rovere) und die Ruspoli (Principe di Cerveteri). Ebenfalls aus dem nördlichen Italien wanderten in der Neuzeit einige Kaufmanns- und Patrizierfamilien nach Rom ein, die meist durch die von ihnen gestellten Päpste in den römischen Hochadel aufstiegen: die Borghese (Principe di Sulmona etc.), die Aldobrandini (der Name ging auf eine Seitenlinie der Borghese über, Principe di Meldola), Barberini (Principe di Palestrina), Chigi (Principe di Farnese), Odescalchi (Principe di Bassano Romano), Riario Sforza (Duca Riario-Sforza, Principe di Ardore), Strozzi (Principe di Forano) und Corsini (Principe di Sismano). Erst spät in den Adel aufgestiegen sind die lombardische Kaufmannsfamilie Grazioli (1851 Duca di Santa Croce di Magliano, zuerst in Neapel, dann im Kirchenstaat) und die Bankiersfamilie Torlonia (1814 Principe di Civitella Cesi, Duca di Poli e Guadagnolo). 
Zu den inzwischen erloschenen römischen Fürstenhäusern zählen die Altemps (Duca di Gallese), Altieri (Principe di Oriolo), Bonelli (Duca di Salci), Braschi (Duca di Nemi), Cesarini (Principe di Genzano, Duca di Civitanova), Conti − eine der ältesten und bedeutendsten römischen Papstfamilien − (Principe di San Gregorio), Doria Pamphilj (Principe di Melfi), Gabrielli (Principe di Prossedi u. a.), Mattei (Duca di Giove), Ottoboni (Principe Ottoboni, Duca di Fiano), Salviati (Duca di Giuliano), Santacroce (Principe di San Gemini), Spada Veralli (Principe di Castel Viscardo).
Ein französisches Herzogshaus, das zugleich seit 1823 bis heute den päpstlich-römischen Fürstentitel (principe romano) führt, ist das Haus Clermont-Tonnerre.

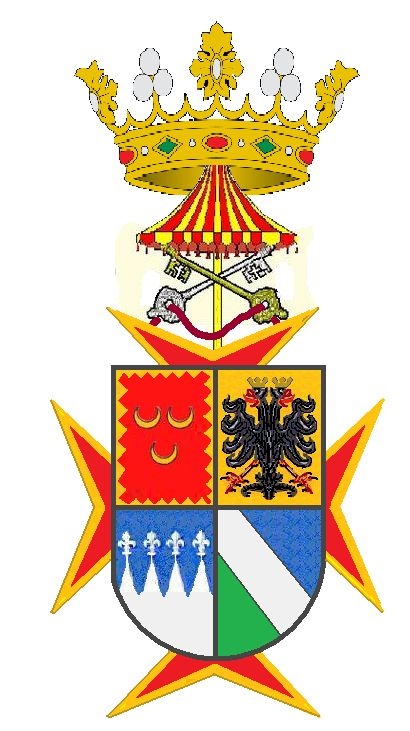
Wappen eines Marchese di Baldacchino (Marchese Surlupi)

Diejenigen Familien, aus denen mindestens ein Papst hervorgegangen ist, dürfen sich über ihr Wappen den Baldachin des päpstlichen Throns mit den Schlüsseln Petri setzen. Ein Thronsaal mit Papstthron gehörte in solchen Familien ebenfalls zur repräsentativen Ausstattung ihrer römischen Palazzi, ebenso eine altarähnliche Ablage für die Galeros besuchender Kardinäle. Bis heute besteht bei manchen römischen Fürsten der Brauch, während des Vorkonklaves (den Beratungen vor einer Papstwahl) Diners und Empfänge für Kardinäle zu geben.
Einen besonderen Status hatten seit dem 17. Jahrhundert die Marchesi di Baldacchino („Markgrafen vom Baldachin“). Es handelte sich ursprünglich um solche Markgrafen des Kirchenstaates, die über eine besondere Jurisdiktion verfügten (vergleichbar der Blutgerichtsbarkeit). Sie wurden im päpstlichen Zeremoniell ähnlich behandelt wie die römischen Fürsten; zu ihren Privilegien gehörte, dass sie, wenn sie der Kutsche des Papstes begegneten, aussteigen und auf einem Kissen kniend den Pontifex Maximus vorbeifahren lassen durften, während ein Diener einen Schirm über ihr Haupt hielt, während alle anderen Menschen ohne Kopfbedeckung oder Schirm auf dem Boden kniend zu warten hatten. Später wurde der Titel auch solchen markgräflichen Familien zugestanden, die historisch und sozial herausgehobene Bedeutung besaßen, dem römischen Patriziat angehörten, feudalen Landbesitz hatten, Kardinäle hervorbrachten, mit fürstlichen oder herzoglichen Familien Konnubium pflegten oder hohe Hofämter erblich ausübten. Auch sie dürfen den päpstlichen Baldachin mit den gekreuzten Petrusschlüsseln über ihre Wappen setzen.

### Päpstlicher Briefadel
In der Neuzeit verliehen die Päpste, wie alle anderen Monarchen auch, durch Adelsbrief Adelstitel an diverse Funktionsträger und Personen, die nicht Lehnsnehmer waren. Die Päpste teilten Gunstbeweise in Form von Adelsbriefen und sehr zahlreichen Standeserhöhungen an ihre Anhänger aus. Ein Kardinal etwa teilte seinen persönlichen Adel seiner ganzen Familie mit, alle höheren Militärgrade brachten Grafen- oder Baronstitel mit sich, höhere Würden in den Ritterorden ergaben ebenfalls hohe Titel. Auch akademische Würden zogen Nobilitierungen nach sich, so etwa für die Doktoren und Advokaten der Universität Bologna oder der Universität Avignon. Benedikt XIV. erließ 1746 die Apostolische Konstitution Urbem Romam, in der die ca. 180 stadtrömischen Adelsfamilien gelistet waren, die durch Funktionsübertragung oder Adelsbriefe in den Adelsstand aufgestiegen waren, wobei 60 von ihnen als Klasse der «coscritti» zu Patriziern von Rom ernannt wurden.
Die Päpste beschränkten sich bei ihren Titelverleihungen und Rangerhöhungen nicht auf ihre territorialen Untertanen, sondern verliehen bis ins 20. Jahrhundert Adelstitel an katholische Familien in ganz Europa und weltweit. So wurden allein an französische Familien im 19. und 20. Jahrhundert 529 Titel verliehen, davon 197 erbliche, von denen 90 bis heute geführt werden (diese Familien schließen sich in der Réunion de la noblesse pontificale zusammen), in Spanien sind dies noch 31, in Belgien etwa 30, in Polen mindestens 3, in Malta 2, in den Niederlanden und Schweden je einer. Die Motivation der Verleihungen lag ursprünglich häufig in militärischen Verdiensten um den Kirchenstaat, später meist in karitativen Werken, ideeller oder politischer Unterstützung von Rechten und Lehren der katholischen Kirche, ihrer Ordensgemeinschaften oder in sonstigen besonderen Verdiensten, nicht zuletzt finanziellen Zuwendungen. Pius XII., dessen Vater 1929 für seine Verdienste um die Kodifizierung des kanonischen Rechts von Pius XI. zum erblichen Marchese erhoben worden war, ernannte seinerseits 1950 Rose Kennedy zur Gräfin, als sechste Amerikanerin. Die Italienische Republik schaffte in Artikel 41 ihrer Verfassung von 1948 den Adel ab, toleriert aber den Gebrauch von Titeln auch in amtlichen Dokumenten. In Artikel 41 des Konkordats zu den Lateranverträgen von 1929 hat sich die italienische Regierung verpflichtet, alle seit 1870 verliehenen päpstlichen Adelstitel anzuerkennen. In einem Dekret hat dies der italienische Staatspräsident 1961 in Bezug auf 115 päpstliche Verleihungen seit 1870 sowie auf 30 weitere seit dem Motu proprio von 1827 bestätigt. Auch gegenwärtig kann der Heilige Stuhl – als partikuläres Völkerrechtssubjekt nicht mit dem Staat Vatikan zu verwechseln – noch immer Adelswürden verleihen (wie etwa auch die Republik San Marino), praktiziert dies jedoch seit dem Pontifikat Johannes XXIII. nicht mehr.

## Einschränkung von Hofämtern
Am 28. März 1968 veränderte Papst Paul VI., im Rahmen der Reformen nach dem Zweiten Vatikanischen Konzil, die Strukturen im Apostolischen Palast. Mit dem sechsseitigen Motu proprio „Pontificalis Domus“ benannte er den Päpstlichen Hof zum Päpstlichen Haus um und bestimmte im § 3 die Streichung folgender traditioneller Hofämter: die Kardinäle und Prälaten des Päpstlichen Palastes (der Hofmeister – Maggiordomo – Seiner Heiligkeit, der Päpstliche Oberkämmerer – Maestro di Camera –, der Auditor Seiner Heiligkeit), der Magister des Heiligen Hospizes, der Großfurier des Päpstlichen Hauses, der Oberstallmeister, der Generalpostmeister, die Träger der Goldenen Rose, der Legationssekretär, der Exemte Tribun der Päpstlichen Nobelgarde, die Ehrenkammerherren, die Ehrenkammerherren „extra Urbem“ (außerhalb Roms), die Geheimkapläne, die Geheimen Ehrenkapläne, die Geheimen Ehrenkapläne „extra Urbem“, die Geheimkleriker, die gewöhnlichen Kapläne, der Beichtvater der Päpstlichen Familie, der Geheime Speisenvorkoster.
Das Motu proprio vom März 1968 trat sofort in Kraft. Eine der ersten Neuerungen war wenige Tage später die Einladung zu den Feiern der Karwoche. Sie wurde den Betroffenen nicht mehr auf Latein durch „Päpstliche Läufer“ zugestellt, sondern erschien als einfache Bekanntmachung im Osservatore Romano auf Italienisch.
Papst Franziskus gab im Jahre 2013 bekannt, dass er beschlossen habe, keine Gentiluomo di Sua Santità mehr zu ernennen, und setzt somit den § 7 von Pontificalis domus zeitweilig außer Kraft.

## „Schwarzer Adel“

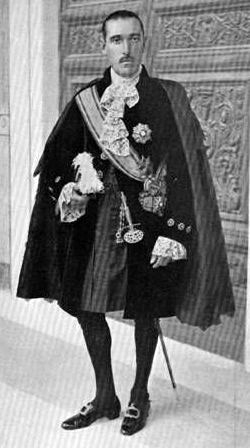
Marcantonio Colonna als Fürst-Assistent des Päpstlichen Throns (1920)

Als „Schwarzen Adel“ (italienisch: Aristocrazia nera oder Nobiltà nera) bezeichnete man denjenigen Teil des italienischen Adels, der sich in den Italienischen Unabhängigkeitskriegen dem Risorgimento widersetzte und sich insbesondere nach der militärischen Einnahme des bis dahin noch verbliebenen Kirchenstaats (der Region Latium und der Hauptstadt Rom) durch italienische Truppen 1870 sowie dessen Einverleibung in das Königreich Italien auf die Seite des Papstes Pius IX. stellte. Dieser verweigerte dem neuen Königreich die Anerkennung und bezeichnete sich selbst als „Gefangener im Vatikan“. Aus Solidarität mit ihm verweigerten sich zahlreiche zumeist dem päpstlichen Adel angehörige Familien dem neuen Königreich und seinen Institutionen. Nahezu der gesamte päpstliche Hochadel galt als „schwarze Prinzen“, aber auch kleine römische Beamtenfamilien blieben papsttreu, wie die Pacelli, denen Pius XII. entstammte (dessen Neffen 1939 – als bisher letzte Papstfamilie – in den Fürstenstand erhoben wurden, allerdings nicht in den päpstlichen, sondern auf Vorschlag Mussolinis in den erblichen italienischen).
Zum Zeichen der Trauer schlossen die Aristokraten ihre Salons, wie auch Pius IX. im heiligen Jahr 1875 die Portale der vier Basilicae maiores geschlossen hielt. Sie mieden den Königshof des Hauses Savoyen im usurpierten päpstlichen Sommerpalast auf dem Quirinal und verweigerten auf Anweisung der päpstlichen Bulle Non expedit die Annahme von Positionen als Senatoren und dergleichen, während sie weiterhin ihre angestammten (oft erblichen) Ämter als Päpstliche Kammerherren, Gentiluomini di Sua Santità oder Offiziere der Nobelgarde und der Palatingarde versahen. Diese Gegnerschaft endete erst 1929 mit der Schaffung des Vatikanstaats durch die Lateranverträge, wodurch die Römische Frage gelöst wurde. Manche Familie des „Schwarzen Adels“ erhielt als Dank und Anerkennung daraufhin neben der italienischen auch die vatikanische Staatsangehörigkeit und konnte daher auch nach der Abschaffung des Adels in Italien 1946 ihre Titel offiziell behalten. Gesellschaftlicher Mittelpunkt des Schwarzen Adels ist der 1872 gegründete Club Nuovo circolo degli scacchi („Neuer Schachclub“), im Unterschied zum Circolo della caccia („Jagdkreis“), in dem sich in Rom der „weiße Adel“ versammelt.